# Тамильский колокол
Тамильский колокол — поврежденный бронзовый колокол, на ободе которого была нанесена надпись на старом тамильском языке, обнаруженный около 1836 года Уильямом Коленсо на Северном острове Новой Зеландии. Он использовался как горшок для варки маорийцами, проживавшими в районе Фангареи.

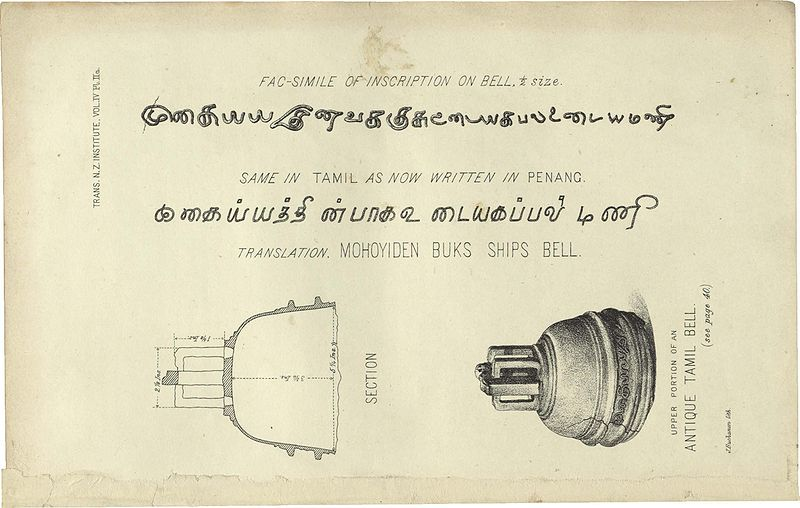

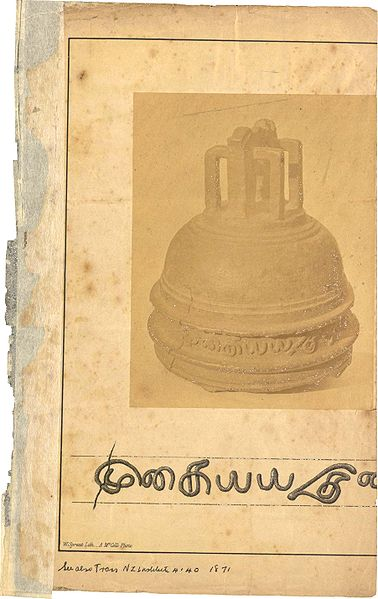

## Происхождение
Используемые в надписи символы относятся к архаичной форме тамильского языка, что позволяет оценить возраст колокола примерно в 500 лет, то есть изготовлена примерно в эпоху Пандья. Перевод текста надписи предполагает, что колокол являлся корабельным.
Неясно, как колокол попал из Индии в Новую Зеландию. Некоторые исследователи связывают их с теорией португальского открытия Австралии.